# Schaefferia decemoculata
Schaefferia decemoculata är en urinsektsart som först beskrevs av Stach 1939.  Schaefferia decemoculata ingår i släktet Schaefferia och familjen Hypogastruridae. Inga underarter finns listade i Catalogue of Life.